# 1860年の流星物体
1860年の流星物体（1860ねんのりゅうせいぶったい、1860 Great Meteors）は、1860年7月20日にアメリカ合衆国上空を通過したことによって発生したアースグレイジング火球である。
ハドソン・リバー派の風景画家であるフレデリック・チャーチが夕方のキャッツキル上空を横切る壮麗な火球の隊列を油彩画で描いている。
また詩人であるウォルト・ホイットマンもYear of Meteors, 1859-60で北の空を横切る火球を描写している。
両者が表現した火球は同一の物体と考えられており、150年後の2010年にテキサス州立大学の研究チームが同一のアースグレイジング火球であることを証明した。